# Long Valley-observatorium

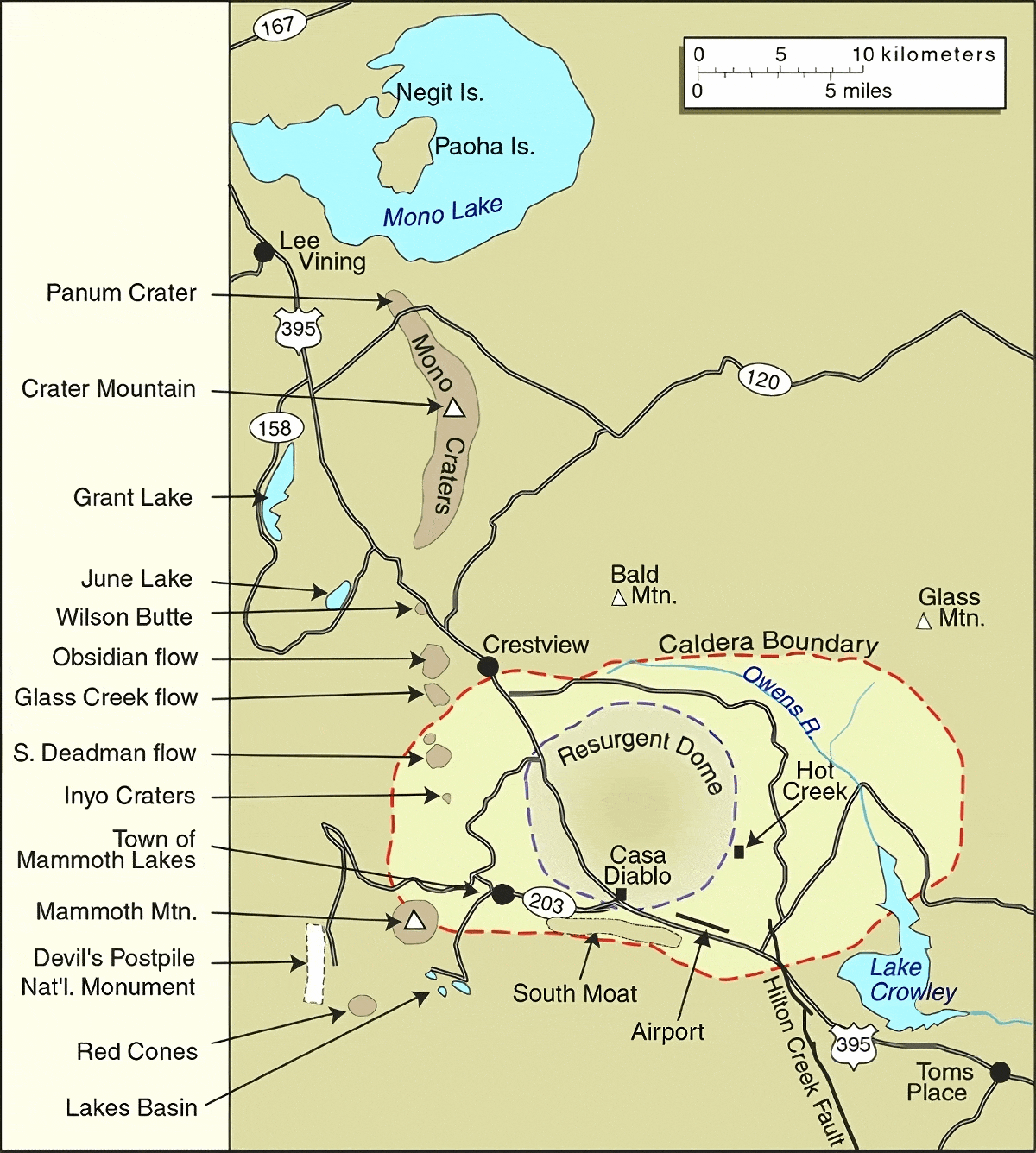
USGS-kaart van het Mono-bekken, met de Long Valley Caldera

Het Long Valley-observatorium (Engels: Long Valley Observatory) is een Amerikaans vulkanologisch observatorium dat de geologische en vulkanische activiteit volgt in de Long Valley Caldera in Oost-Californië. Er worden ook seismologische, tektonische, magnetische en hydrologische waarnemingen verricht.
Het observatorium is gesitueerd in Mono County (Californië) ten oosten van de Sierra Nevada. Het wordt beheerd door de United States Geological Survey, een federaal wetenschappelijk overheidsinstituut. Het Long Valley-observatorium maakt deel uit van het California Volcano Observatory (CalVO).